# نائلة معوض
نائلة معوض (ولدت نائلة نجيب عيسى الخوري) (3 يوليو 1940 - )، عضو سابق في مجلس النواب اللبناني ووزيرة سابقة.

## حياتها العلمية والعملية
- حاصلة على شهادة في الآداب الفرنسية من كلية الآداب بجامعة القديس يوسف.
- دخلت في دورات تأهيل باللغة الإنجليزية في G.C.I من جامعة كامبردج.
- عملت مسؤولة في الحركة الكشفية للبنات.
- عملت صحافية في «جريدة الأوريان» من سنة 1963 إلى 1965.
- تتولى رئاسة «مؤسسة رينيه معوض» التي أسستها بعام 1990.

### السيرة النيابية والوزارية
- عضو بمجلس النواب اللبناني من عام 1991 حتى عام 2009، وكانت قد عينت بالمجلس بعام 1991 لملأ مقعد زوجها الرئيس رينيه معوض بعد نهايه الحرب بينما انتخبت بالأعوام 1992، 1996، 2000 و2005، ولم تترشح لانتخابات عام 2009 بسبب نزول نجلها ميشال مكانها.
- عينت وزيرة للشؤون الاجتماعية منذ 19 يوليو 2005 وحتى 11 يوليو 2008 في حكومة الرئيس فؤاد السنيورة بعهد الرئيس إميل لحود.

## حياتها الأسرية
في عام 1965 تزوجت من رينيه معوض، ولديهما من الأبناء:
- ريما (مواليد 1966).
- ميشال (مواليد 1972).

## وصلات خارجية
- موقع حركة الاستقلال.